# Alex Leapai
Alex Leapai (* 16. Oktober 1979 in Samoa als Elise Leapai) ist ein ehemaliger australisch-samoanischer Boxer im Schwergewicht.
Nach einem eher durchwachsenen Karrierebeginn mit zwei Niederlagen und anschließenden Siegen gegen eher unbekannte Gegner konnte Alex Leapai im Dezember 2012 durch technisches Knockout (K.O.) gegen Akmal Aslanow mit dem Gewinn des vakanten WBO-Asien-Pazifik-Gürtel seinen ersten internationalen Titel gewinnen. Am 23. November 2013 besiegte er Denis Boizow durch eine einstimmige Punktentscheidung. Damit wurde er zum WBO-Pflichtherausforderer von Wladimir Klitschko; diesen Kampf verlor er aber am 26. April 2014 in Oberhausen durch K. o. in der fünften Runde.
Alex Leapai boxte am 22. Mai 2015 in Moskau gegen Manuel Charr. Diesen Kampf verlor Leapai einstimmig nach Punkten. Der Kampf war auf 10 Runden angesetzt.
Im Februar 2016 erklärte Leapai seinen Rücktritt.